# Diplomatski zbor
Diplomatski zbor (fra. corps diplomatique) je jedinstveni skup (tijelo) svih diplomatskih predstavnika akreditiranih u jednoj državi, odnosno njezinom glavnom gradu. Uključuje sve akreditirane šefove diplomatskih misija (veleposlanike, visoke predstavnike, apostolske nuncije) koji predstavljaju svoju zemlju u državi primateljici. U širem smislu, uključuje u i šefove diplomatskih misija pri međunarodnoj organizaciji koje imaju sjedište u toj državi, ali i ostale strane diplomatske predstavnike u službi u diplomatskim predstavništvima u toj državi i članove njihove obitelji.
Kao skupno tijelo, diplomatski zbor nastupa kolektivno u protokolarnim i ceremonijalnim prilikama, kao što su inauguracije šefa države, krunidba, proslava nacionalnog praznika, svečane sjednice parlamenta, ovisno o lokalnim običajima. Tada mu se daje određeno počasno mjesto, poštujući načelo jedinstvenosti diplomatskog zbora.
Akcije diplomatskog zbora mogu imati političku važnost u odnosu prema državi primateljici, kao što su npr. zajednički demarši prema vladi države primateljice. Djelovanje diplomatskog zbora može biti usmjereno i na odnose unutar samog zbora, kao npr. distanciranje i ograđivanje od ponašanja pojedinih diplomata ili izražavanje potpore i zahvalnost pojedinom diplomatu, najčešće odlazećem veleposlaniku. Diplomatski zbor nastupa zajednički i u svezi s diplomatskim povlasticama i izuzećima u odnosu na druga pitanja. 
Kratica CD (od corps diplomatique) uobičajna je, primjerice, kao oznaka za diplomatske registarske tablice automobila, i sl.

## Doajen diplomatskog zbora
Na čelu diplomatskog zbora je doajen diplomatskog zbora (fra. doyen – dekan, najstariji član). Doajen je šef diplomatske misije najvišeg razreda koji je od svih članova diplomatskog zbora najranije predao svoje akreditive (vjerodajnice). U nekim zemljama (uglavnom zemljama s katoličkom tradicijom) papinski nuncij uvijek je doajen diplomatskog zbora, bez obzira na vrijeme predaje svojih akreditiva.
Ustanova doajena uređena je odredbama običajnog međunarodnog prava. Doajen diplomatskog zbora u određenim prigodama (svečanim, protokolarnim, ali u nekim pitanjima sigurnosti) istupa u ime diplomatskog zbora pred državom primateljicom, brani interese diplomatskog zbora kao cjeline ili u njegovo ime upućuje demarše. Uobičajno je da se novopristigli šef diplomatske misije obraća doajenu (odnosno posjećuje ga u njegovoj rezidenciji) radi upoznavanja s pitanjima ceremonijala i običaja države primateljice. 
U Republici Hrvatskoj dužnost doajena diplomatskog zbora obnaša papinski nuncij.

## Poveznice
- Šef diplomatske misije
- Konzularni zbor